# Asmate flavularia
Asmate flavularia là một loài bướm đêm trong họ Geometridae.